# منتخب سورينام تحت 20 سنة لكرة القدم
منتخب سورينام تحت 20 سنة لكرة القدم هو ممثل سورينام الرسمي في المنافسات الدولية في كرة القدم في فئة كرة قدم تحت 20 سنة للرجال .